# Ya Duck

Chân dung Đại biểu Quốc hội khóa XIII Ya Duck

Nahria Ya Duck (sinh ngày 5 tháng 5 năm 1940), nguyên Đệ Nhất Phó Thủ tướng kiêm Đổng lý văn phòng Trung ương FULRO, Đệ Nhị Phó chủ tịch Phong trào đoàn kết các sắc tộc thiểu số Cao Nguyên Việt Nam, đương kim Phó Chủ tịch Ủy ban Mặt trận Tổ quốc Việt Nam tỉnh Lâm Đồng, Ủy viên Trung ương Mặt trận Tổ quốc Việt Nam, Đại biểu Quốc hội khóa XII và XIII thuộc đoàn đại biểu tỉnh Lâm Đồng.

## Tiểu sử
Tên đầy đủ là Nahria Ya Duck, người dân tộc Cơ-ho, sinh ngày 5 tháng 5 năm 1940 tại xã Ka Đô, huyện Đơn Dương, tỉnh Lâm Đồng. Thuở nhỏ, ông học các trường Pháp tại Đơn Dương và Đà Lạt, rồi sau đó học Đại học Quốc gia Tài chính tại Sài Gòn và tốt nghiệp loại xuất sắc. Ya Duck được bổ nhiệm chức Trưởng ty Tài chính Kinh tế Vũng Tàu. Năm 1965, ông tham gia phong trào FULRO do Y Bham Enuol sáng lập. Năm 1967, ông tham gia phiên dịch trong các cuộc thương thuyết giữa FULRO do Y Dhé Adrơng, người Ê Đê làm đại diện, và Việt Nam Cộng hòa do thiếu tá Nguyễn Văn Nghiêm làm đại diện. Ngày 9 tháng 6 năm 1976, Ya Duck được Y Djao Niê, thủ tướng FULRO phong làm đại tá, giữ chức tư lệnh quân khu 4 (quân khu mạnh nhất của FULRO). Tháng 7 năm 1977, Ya Duck được Y Djao Niê cử làm đổng lý văn phòng phủ thủ tướng FULRO. Ngày 22 tháng 1 năm 1979, Ya Đuk được thăng cấp chuẩn tướng và cử làm phó thủ tướng thứ nhất đặc trách nội an và ngoại giao của Fulro. Trong thời gian cầm quyền, Khmer Đỏ từng cho người sang gặp Ya Duck, nói thẳng là cần sự hợp tác để chống Việt Nam. Ya Duck sau đó đã sang Campuchia gặp Pol Pot và ông được cả cố vấn Trung Quốc tiếp. Pol Pot cũng như cố vấn Trung Quốc hứa sẽ giúp FULRO mọi mặt chứ không chỉ giúp đất đai làm căn cứ.
Do sống chui lủi trong rừng, thiếu ăn, thiếu mặc, thiếu vũ khí, Ya Duck âm mưu đưa nhóm FULRO người Cơ Ho bí mật tìm đường trốn ra nước ngoài mà không cho Trung ương Fulro biết. Ý định này của Ya Duck đã bị Ban chuyên án F101 phát hiện. Ban chuyên án giả danh làm người của hội Caritas , sẵn sàng tài trợ mọi chi phí để đưa nhóm FULRO xuất ngoại, tiếp tục huấn luyện, đào tạo họ trở thành các "sĩ quan" FULRO để sau này trở về "giải phóng Tây Nguyên". Mắc mưu Ban chuyên án F101, ngày 13 tháng 6 năm 1980 Ya Duck cùng 60 FULRO bị bắt tại sông Tùng Nghĩa, thuộc xã Phú Hội, huyện Đức Trọng.
Được Ban chuyên án F101 thuyết phục. Ya Duck tham gia vào việc "câu nhử" số Fulro đang ở trong rừng "xuất dương" thông qua "hội Caritas".
Từ 2011-2016, ông là đại biểu Quốc hội Việt Nam khóa 13 thuộc đoàn đại biểu tỉnh Lâm Đồng, Ủy viên Ủy ban Trung ương Mặt trận Tổ quốc Việt Nam, Phó Chủ nhiệm Hội đồng tư vấn Dân tộc - Ủy ban Trung ương Mặt trận Tổ quốc Việt Nam, Phó Chủ tịch Ủy ban Mặt trận Tổ quốc Việt Nam tỉnh Lâm Đồng, Ủy viên Hội đồng Dân tộc của Quốc hội.
Ông là người theo đạo Công giáo.

## Giáo dục
Ông có bằng Cử nhân hành chính kinh tế.